# Gumer (Lourba)
Gumer ist eine osttimoresische Aldeia im Suco Lourba (Verwaltungsamt Bobonaro, Gemeinde Bobonaro). 2015 lebten in der Aldeia 341 Menschen.

## Geographie
Gumer liegt im Nordwesten des Sucos Lourba. Östlich liegt die Aldeia Lourba Leten und südlich die Aldeia Zo-Belis. Im Westen grenzt Gumer an den Suco Malilait und im Norden an den Suco Soileco. Von Westen her durchquert die Überlandstraße aus Maliana die Aldeia und führt weiter nach Osten. Eine kleine Straße zweigt nach Südosten nach Zo-Belis ab. An der Überlandstraße liegen die Häuser des Dorfes Gumer, dessen Westteil sich in Malilait befindet. In Lourba liegt das Ortszentrum mit der Prä-Sekundarschule (Escola Pre-Secundaria Lourba). Westlich der Aldeia Gumer fällt das Land steil ab zum Mabesi, einem Nebenfluss des Loumea.

## Politik
2023 wurde Lukas Laca Loe zum Chefe de Aldeia gewählt.